# Modeling and Analysis of Real Time and Embedded systems
Modeling and Analysis of Real Time and Embedded systems (MARTE) ist ein OMG-Standard zur Modellierung von Echtzeitsystemen und eingebetteten Systemen mit UML2. MARTE ist als gleichnamiges UML2-Profil verfügbar und erweitert UML mit dem Ziel, modell-getriebene Entwicklung von Anwendungen für Echtzeitsysteme und eingebettete Systeme zu unterstützen. Die vier wesentlichen Teile des Profils sind:
- ein Kernpaket definiert ein Framework mit den Basiskonzepten zur Unterstützung von Echtzeitsystemen und eingebetteten Systemen
- eine erste Spezialisierung des Kernpakets zur Modellierung von Anwendungen
- eine zweite Spezialisierung des Kernpakets zur quantitativen Analyse von UML2-Modellen, insbesondere Scheduling und Performance
- ein vierter Teil sammelt alle weiteren MARTE-Erweiterungen, zum Beispiel textuelle Sprachen

Die MARTE-Spezifikation ist öffentlich verfügbar auf der Website der OMG. Modellierung mit MARTE wird von den zwei Open-Source-Modellierungswerkzeugen Modelio und Papyrus unterstützt sowie von proprietären Modellierungswerkzeugen, wie IBMs Rational Rhapsody, MagicDraw. und Sparx Systems Enterprise Architect